# Léonie Léon
Pour les articles homonymes, voir Léon.
Léonie Léon, née à Paris le 6 novembre 1838 et morte dans sa ville natale le 14 novembre 1906, est une Française connue pour avoir été la compagne de Léon Gambetta.

## Biographie
Née à Paris le 6 novembre 1838, Marie-Léonie Léon est la fille du colonel François-Émile Léon (1795-1860) et de Marie Sauzy.
Ancienne élève du couvent de Louvencourt, Léonie vit à Paris avec sa mère et sa sœur depuis la mort de son père, survenue à l'asile de Charenton en 1860.

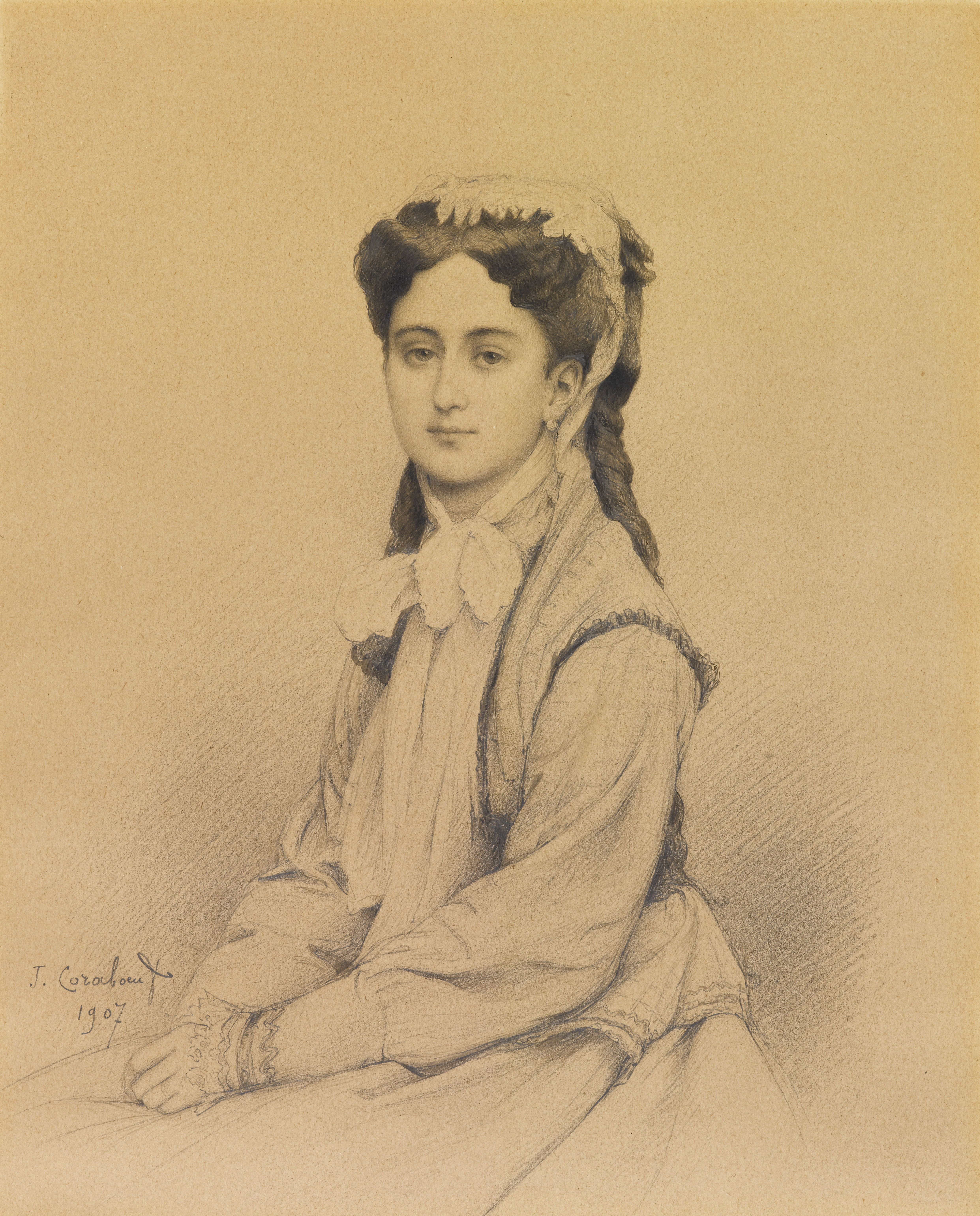
Léonie Léon. Portrait dessiné par Jean Coraboeuf en 1907, d'après la photographie prise dans les années 1870.

En 1864, elle devient la maîtresse de Louis-Alphonse Hyrvoix, inspecteur général de police des résidences impériales. Enceinte, elle se rend à Bordeaux, où, le 5 février 1865, elle donne secrètement naissance à un garçon, Léon-Alphonse, qu'elle présente par la suite comme son neveu. Après le départ d'Hyrvoix, nommé trésorier-payeur général dans le département du Jura en 1867, la jeune femme serait devenue la maîtresse du notaire Amédée Mocquard, fils de Jean-François Mocquard, mais cette liaison n'est pas confirmée par son biographe, Émile Pillias.
En 1868, Léonie assiste au « procès Baudin », intenté à des militants républicains qui ont organisé une souscription afin d'élever un monument à la mémoire du député Baudin, mort en résistant au coup d'État du 2 décembre 1851. Le procès révèle un jeune avocat, Léon Gambetta, dont Léonie va désormais suivre tous les discours avant d'oser lui écrire.
La liaison, discrète mais durable, entre Léonie et le tribun républicain débute le 27 avril 1872 et ne prend fin qu'à la mort de celui-ci. Au cours de ces dix années, Léonie exerce une grande influence sur son compagnon, qui écoute attentivement ses conseils politiques.
Depuis l'été 1882, Gambetta tente de convaincre Léonie de l'épouser. Installé aux Jardies le 15 octobre, le couple envisage un mariage à la fin de l'année. Or, Gambetta, qui peine à se remettre d'une blessure qu'il s'est faite à la main le 27 novembre en maniant un revolver, meurt d'une pérityphlite le 31 décembre. Des rumeurs infondées mais tenaces font du célèbre homme d’État la victime de Léonie Léon, qui aurait ainsi tiré sur son compagnon lors d'une crise de jalousie. En 1924, Léon Daudet affirme même, dans son Drame des Jardies, que Gambetta aurait découvert que Léonie était une espionne au service de l'Allemagne et qu'il se serait blessé en empêchant sa compagne, désespérée d'avoir été démasquée, de mettre fin à ses jours.
Après la mort de Gambetta, les amis de ce dernier aident Léonie, qui a notamment pour confidente Mme Marcellin Pellet, fille de Scheurer-Kestner.
Accablée par la mort de son fils, qui a succombé à la phtisie le 3 juin 1891, Léonie cherche du réconfort dans la religion. Sous l'influence d'une parente éloignée, Mme Gavoille, une ancienne religieuse qui tenait un pensionnat à Boulogne-sur-Seine, elle devient antidreyfusarde. Elle a pour confesseur un prêtre dominicain de sensibilité royaliste, le père Janvier.
Elle meurt le 14 novembre 1906 à son domicile du no 2 de l'avenue Perrichont. Elle est inhumée le 16 novembre dans un caveau familial du cimetière du Montparnasse (12e division). En 1970, ses ossements sont transférés à l'ossuaire du cimetière de l'Est.